# NGC 2853
NGC 2853 ist eine linsenförmige Galaxie vom Hubble-Typ SABa im Sternbild Luchs am Nordsternhimmel. Sie ist schätzungsweise 79 Millionen Lichtjahre von der Milchstraße entfernt und hat einen Durchmesser von etwa 25.000 Lj. 

Im selben Himmelsareal befinden sich u. a. die Galaxien NGC 2844, NGC 2852, NGC 2860.
Das Objekt wurde am 18. März 1787 von Wilhelm Herschel entdeckt.